# Nati nel 1911/Dicembre
| Questa pagina contiene informazioni ricavate automaticamente dalle voci biografiche con l'ausilio del template Bio e di un bot. L'aggiornamento è periodico e automatico e ricostruisce completamente la pagina. Se manca una persona in questa lista, sei pregato di non aggiungerla, ma accertati piuttosto che la sua voce biografica contenga il template Bio e che i dati anagrafici siano correttamente compilati. Se il template Bio manca, inseriscilo tu stesso o, in alternativa, metti l'avviso {{tmp\|Bio}} che ne segnala la mancanza. Se i dati riportati sono sbagliati, correggi direttamente la voce biografica; le modifiche saranno visibili in questa lista entro pochi giorni. Per chiarimenti vedi il progetto biografie. La lista contiene solo le 141 persone che sono citate nell'enciclopedia e per le quali è stato implementato correttamente il template Bio. Pagina aggiornata al 10 ago 2025. |

- 1º dicembre - Walter Alston, giocatore di baseball e allenatore di baseball statunitense († 1984)
- 1º dicembre - Franz Binder, calciatore e allenatore di calcio austriaco († 1989)
- 1º dicembre - Georgij Glazkov, calciatore, allenatore di calcio e hockeista su ghiaccio sovietico († 1968)
- 1º dicembre - Federico Patellani, fotografo e regista italiano († 1977)
- 1º dicembre - Pasquale Viganò, calciatore e allenatore di calcio italiano († 1980)
- 1º dicembre - Pietro Volpi, militare italiano († 1941)
- 2 dicembre - George Chatterton, militare britannico († 1987)
- 2 dicembre - Fee Malten, attrice tedesca († 2005)
- 3 dicembre - Roswitha Poppe, storica dell'arte tedesca († 2003)
- 3 dicembre - Nino Rota, compositore italiano († 1979)
- 4 dicembre - Enrico Gallina, calciatore italiano
- 4 dicembre - Spero Ghedini, partigiano e politico italiano († 1997)
- 4 dicembre - Władysław Lis, astronomo polacco († 1980)
- 4 dicembre - Piero Mariani, calciatore italiano († 1990)
- 4 dicembre - Kurt Weckström, calciatore finlandese († 1983)
- 5 dicembre - Alessandro Fersen, drammaturgo, attore e regista teatrale italiano († 2001)
- 5 dicembre - Vladimir Konstantinovič Konovalov, ammiraglio sovietico († 1967)
- 5 dicembre - Germano Lanino, calciatore italiano († 1988)
- 5 dicembre - Florindo Longagnani, arbitro di calcio italiano († 1953)
- 5 dicembre - Alfred Manessier, pittore, incisore e costumista francese († 1993)
- 5 dicembre - Carlos Marighella, politico, guerrigliero e scrittore brasiliano († 1969)
- 5 dicembre - Carla Prina, pittrice italiana († 2008)
- 5 dicembre - Bertold Spuler, orientalista e iranista tedesco († 1990)
- 5 dicembre - Władysław Szpilman, compositore e pianista polacco († 2000)
- 6 dicembre - Aleksander Gabszewicz, militare e aviatore polacco († 1983)
- 6 dicembre - Charles King, pistard britannico († 2001)
- 6 dicembre - William Raymond Philipson, botanico, esploratore e ornitologo neozelandese († 1997)
- 6 dicembre - Bernardo Rogora, ciclista su strada e ciclocrossista italiano († 1970)
- 6 dicembre - Ernst Tiburzy, militare tedesco († 2004)
- 6 dicembre - Ennio Vaini, calciatore italiano
- 6 dicembre - Zheng Junli, regista e attore cinese († 1969)
- 7 dicembre - Geo Bortolini, calciatore italiano
- 7 dicembre - Štefan Fabián, calciatore slovacco († 1985)
- 7 dicembre - Otto Kolar, cestista statunitense († 1995)
- 7 dicembre - Anton Richter, sollevatore austriaco († 1989)
- 7 dicembre - Ronnie Rooke, calciatore e allenatore di calcio inglese († 1985)
- 7 dicembre - Alessandro Torlonia, nobile italiano († 1986)
- 7 dicembre - Ol'ga Vikland, attrice sovietica († 1995)
- 7 dicembre - Birger Wasenius, pattinatore di velocità su ghiaccio finlandese († 1940)
- 8 dicembre - Amerigo Clocchiatti, partigiano, politico e sindacalista italiano († 1992)
- 8 dicembre - Lee J. Cobb, attore statunitense († 1976)
- 8 dicembre - Sauveur Ducazeaux, ciclista su strada e dirigente sportivo francese († 1987)
- 8 dicembre - Nikos Gatsos, poeta, traduttore e paroliere greco († 1992)
- 8 dicembre - Alfrēds Krauklis, cestista e allenatore di pallacanestro lettone († 1991)
- 8 dicembre - Federico Landi, calciatore italiano
- 8 dicembre - Harald Pettersen, calciatore norvegese († 1978)
- 9 dicembre - Broderick Crawford, attore statunitense († 1986)
- 9 dicembre - William D. Davies, teologo e biblista britannico († 2001)
- 9 dicembre - Bruno Vasari, scrittore, partigiano e antifascista italiano († 2007)
- 10 dicembre - Robert Briggs, biologo statunitense († 1983)
- 10 dicembre - Vittorio Capraro, fisiologo e chimico italiano († 1988)
- 10 dicembre - Chet Huntley, giornalista statunitense († 1974)
- 10 dicembre - Tatsugo Kawaishi, nuotatore giapponese († 1945)
- 10 dicembre - Giovanni Riccardi, calciatore e allenatore di calcio italiano († 1980)
- 10 dicembre - Agostino Viviani, avvocato, politico e giurista italiano († 2009)
- 11 dicembre - Carlo Cassola, doppiatore italiano († 1999)
- 11 dicembre - Val Guest, regista, sceneggiatore e attore britannico († 2006)
- 11 dicembre - Karl-Friedrich Höcker, ufficiale tedesco († 2000)
- 11 dicembre - Heinrich Lehmann-Willenbrock, ufficiale tedesco († 1986)
- 11 dicembre - Nagib Mahfuz, scrittore, giornalista e sceneggiatore egiziano († 2006)
- 11 dicembre - Stan Kenton, compositore, direttore d'orchestra e pianista statunitense († 1979)
- 11 dicembre - Michelangelo Perghem Gelmi, ingegnere e pittore italiano († 1992)
- 11 dicembre - Qian Xuesen, matematico, fisico e ingegnere cinese († 2009)
- 11 dicembre - Alcide Ticò, scultore italiano († 1991)
- 12 dicembre - Josef Fleischlinger, cestista, allenatore di pallacanestro e arbitro di pallacanestro cecoslovacco († 2013)
- 12 dicembre - Don C. Harvey, attore statunitense († 1963)
- 12 dicembre - Dore Hoyer, ballerina e coreografa tedesca († 1967)
- 12 dicembre - Boun Oum, politico laotiano († 1980)
- 12 dicembre - Maria Cristina di Borbone-Spagna, principessa spagnola († 1996)
- 13 dicembre - Emmy Albus, velocista tedesca († 1995)
- 13 dicembre - Rudolf Drozd, calciatore cecoslovacco († 1967)
- 13 dicembre - Trygve Haavelmo, economista norvegese († 1999)
- 13 dicembre - Weston La Barre, antropologo statunitense († 1996)
- 14 dicembre - Juan Bernier Luque, scrittore spagnolo († 1989)
- 14 dicembre - Nino Borsari, ciclista su strada, pistard e dirigente sportivo italiano († 1996)
- 14 dicembre - Gino Paolo Gori, pittore italiano († 1991)
- 14 dicembre - Spike Jones, musicista, attore e comico statunitense († 1965)
- 14 dicembre - Hans von Ohain, ingegnere aeronautico tedesco († 1998)
- 14 dicembre - Mario Pagotto, calciatore e allenatore di calcio italiano († 1992)
- 15 dicembre - Rafael Durán, attore spagnolo († 1994)
- 15 dicembre - Antonino Faà di Bruno, generale, attore e nobile italiano († 1981)
- 15 dicembre - Filippo Micheli, politico italiano († 1995)
- 15 dicembre - Sven-Pelle Pettersson, nuotatore e pallanuotista svedese († 2000)
- 15 dicembre - Eleanor Bone, sacerdotessa britannica († 2001)
- 15 dicembre - René Ríos Boettiger, disegnatore e fumettista cileno († 2000)
- 16 dicembre - Dolores Tamburini, montatrice italiana († 1977)
- 17 dicembre - William Roerick, attore statunitense († 1995)
- 17 dicembre - Richard Sale, scrittore, sceneggiatore e regista statunitense († 1993)
- 18 dicembre - Jules Dassin, regista e attore statunitense († 2008)
- 18 dicembre - Werner Korff, hockeista su ghiaccio tedesco († 1999)
- 18 dicembre - Berto Lardera, scultore italiano († 1989)
- 18 dicembre - Eugenio Tomiolo, pittore, incisore e scultore italiano († 2003)
- 19 dicembre - José Carlos Godoy, cestista peruviano († 1988)
- 19 dicembre - Gusztáv Juhász, calciatore rumeno († 2003)
- 19 dicembre - Federico di Prussia, principe tedesco († 1966)
- 20 dicembre - Anthony Campitelli, architetto statunitense († 2004)
- 21 dicembre - Paul Burkhard, compositore svizzero († 1977)
- 21 dicembre - Josh Gibson, giocatore di baseball e allenatore di baseball statunitense († 1947)
- 21 dicembre - Gio Batta Lepori, pittore italiano († 2002)
- 22 dicembre - Grote Reber, astronomo statunitense († 2002)
- 23 dicembre - Wilbur Coen, tennista statunitense († 1988)
- 23 dicembre - Francesco De Virgilio, ingegnere italiano († 1995)
- 23 dicembre - Jackie Gardiner, calciatore scozzese († 1965)
- 23 dicembre - James Gregory, attore statunitense († 2002)
- 23 dicembre - Andrea Gualandi, partigiano italiano († 1944)
- 23 dicembre - Niels Kaj Jerne, immunologo danese († 1994)
- 24 dicembre - Stefano Sertorelli, sciatore di pattuglia militare e sciatore alpino italiano († 1994)
- 24 dicembre - Rodolfo Siviero, agente segreto e storico dell'arte italiano († 1983)
- 25 dicembre - Louise Bourgeois, scultrice e artista francese († 2010)
- 25 dicembre - Burne Hogarth, fumettista statunitense († 1996)
- 25 dicembre - Emil Konopinski, fisico statunitense († 1990)
- 25 dicembre - Noel Langley, scrittore e sceneggiatore statunitense († 1980)
- 25 dicembre - Ivo Pescini, calciatore italiano († 1968)
- 26 dicembre - Elena Bassi, storica dell'arte italiana († 1999)
- 26 dicembre - Alfonso Beretta, vescovo cattolico italiano († 1998)
- 26 dicembre - Renato Guttuso, pittore e politico italiano († 1987)
- 26 dicembre - Giuliana Nenni, politica, giornalista e traduttrice italiana († 2002)
- 26 dicembre - Kikuko, principessa Takamatsu, principessa giapponese († 2004)
- 27 dicembre - Erwin Blasl, pallanuotista austriaco († 1998)
- 27 dicembre - Aldo Cucchi, partigiano e politico italiano († 1983)
- 27 dicembre - Josef Fath, calciatore tedesco († 1985)
- 27 dicembre - Guy Rolfe, attore britannico († 2003)
- 27 dicembre - Anna Russell, attrice, cantante e comica inglese († 2006)
- 27 dicembre - Endre Szervánszky, compositore ungherese († 1977)
- 28 dicembre - Wil van Beveren, velocista olandese († 2003)
- 28 dicembre - Milan Stojanović, calciatore jugoslavo
- 29 dicembre - André Claveau, cantante francese († 2003)
- 29 dicembre - Klaus Fuchs, fisico tedesco († 1988)
- 29 dicembre - Miklós Kovács, calciatore e allenatore di calcio rumeno († 1977)
- 29 dicembre - Alf Martinsen, calciatore norvegese († 1988)
- 30 dicembre - Walt Brown, pilota automobilistico statunitense († 1951)
- 30 dicembre - Rafael Luis Calvo, attore e doppiatore spagnolo († 1988)
- 30 dicembre - Giuseppe Mari, partigiano e storico italiano († 2002)
- 30 dicembre - Jeanette Nolan, attrice e doppiatrice statunitense († 1998)
- 30 dicembre - Gaetano Pollio, arcivescovo cattolico e missionario italiano († 1991)
- 31 dicembre - Bruno Baratti, ceramista, pittore e scultore italiano († 2008)
- 31 dicembre - Robert Clatworthy, scenografo statunitense († 1992)
- 31 dicembre - Ferdinand Faczinek, calciatore e allenatore di calcio cecoslovacco († 1991)
- 31 dicembre - Levkadija Harasymiv, religiosa ucraina († 1952)
- 31 dicembre - Frankie Lee, attore statunitense († 1970)
- 31 dicembre - Erminio Reggiani, calciatore italiano